# Fulvio Nesti
Fulvio Nesti (Lastra a Signa, 1925. június 8. – 1996. január 1.) olasz válogatott labdarúgó, középpályás.

## Pályafutása
Ifjúsági karrierjét szülővárosában, a Le Signében kezdte, majd a Fiorentinához került.
A firenzeieknél végül sohasem mutatkozhatott be az első csapatban, első felnőttegyüttese az akkor másodosztályú Scafatese volt. 1948-ban, két szezon után az akkor fénykorát élő SPAL csapott le rá, ahol négy évet játszott. A SPAL-nál töltött időszaka alatt mutatkozhatott be a Serie A-ban, miután az 1950-51-es év utána SPAL feljutott az első osztályba.
Rendkívüli futóteljesítménye miatt rögtön felfigyeltek rá a nagyobb csapatok is, a játékjogáért folytatott harcot végül az Inter nyerte meg. A Ghezzi, Lorenzi, Nyers és Skoglund fémjelezte kék-feketék csapatába gyorsan beverekedte magát, és első két évében gyakorlatilag minden meccset végigjátszott, összesen ötvennyolcszor lépett pályára, melyeken három gólt szerzett. Rögtön első két évében két bajnoki címet is szerzett az Interrel, vagyis nagyszerűen indult a karrierje Milánóban.
1957-ben visszatért a másodosztályba, a Prato együtteséhez. Három szezon után, harmincöt évesen hagyott fel a futballal.
A válogatottban összesen öt meccsen lépett pályára, közte hármon az 1954-es világbajnokságon. Egy gólt szerzett, a Svájc elleni csoportmeccsen.

## Sikerei, díjai
- Bajnok: 
  - 1952-53, 1953-54
- Serie B: 
  - 1950-51
- Serie C: 
  - 1959-60